# Wesley Clair Mitchell

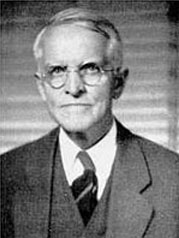
Wesley Clair Mitchell

Wesley Clair Mitchell (* 5. August 1874 in Rushville, Illinois; † 29. Oktober 1948 in New York City, New York) war ein US-amerikanischer Ökonom.

## Leben
Mitchell kam früh in Kontakt mit Thorstein Veblen.
Im Jahr 1920 wurde auf Mitchells Initiative hin das National Bureau of Economic Research gegründet. Im Jahr 1924 stand er der American Economic Association als gewählter Präsident vor.
1931 wurde Mitchell in die American Academy of Arts and Sciences und in die American Philosophical Society gewählt.

## Werk
Mitchell versuchte durch empirische Untersuchungen der Ökonomie eine verbesserte Grundlage zu verschaffen. Er machte sich insbesondere im Bereich der Konjunkturforschung einen Namen und berücksichtigte den Einfluss subjektiver Erwartungen auf die Konjunktur.
Mitchell setzte sich für staatliche Regulierungen im Fall unbefriedigender Marktergebnisse ein. Hierbei stand er in der Mitte zwischen der freien Marktwirtschaft und der Zentralplanwirtschaft.
Gemeinsam mit Arthur F. Burns entwickelte Mitchell das 1946 vorgestellte Burns-Mitchell-Diagramm zur Beschreibung von Konjunkturzyklen.

## Ehrungen
- 1947: Francis-A.-Walker-Medaille der American Economic Association[3]

## Schriften (Auswahl)
- Der Konjunkturzyklus. Problem und Problemstellung. (1927)